# Chalkville
Chalkville és una concentració de població designada pel cens dels Estats Units a l'estat d'Alabama. Segons el cens del 2000 tenia 3.829 habitants.

## Demografia
Segons el cens del 2000, Chalkville tenia 3.829 habitants, 1.275 habitatges, i 1.105 famílies. La densitat de població era de 513,3 habitants/km².
Dels 1.275 habitatges en un 49,5% hi vivien nens de menys de 18 anys, en un 74,1% hi vivien parelles casades, en un 9,9% dones solteres, i en un 13,3% no eren unitats familiars. En el 10,9% dels habitatges hi vivien persones soles el 2,7% de les quals corresponia a persones de 65 anys o més que vivien soles. El nombre mitjà de persones vivint en cada habitatge era de 2,97 i el nombre mitjà de persones que vivien en cada família era de 3,21.
Per edats la població es repartia de la següent manera: un 29,8% tenia menys de 18 anys, un 7,7% entre 18 i 24, un 32,9% entre 25 i 44, un 22,4% de 45 a 60 i un 7,2% 65 anys o més.
L'edat mediana era de 35 anys. Per cada 100 dones hi havia 95,9 homes. Per cada 100 dones de 18 o més anys hi havia 93,9 homes.
La renda mediana per habitatge era de 55.114 $ i la renda mediana per família de 56.518 $. Els homes tenien una renda mediana de 34.977 $ mentre que les dones 29.266 $. La renda per capita de la població era de 19.929 $. Aproximadament el 2,8% de les famílies i el 2,3% de la població estaven per davall del llindar de pobresa.

## Poblacions properes
El següent diagrama mostra les poblacions més properes.